# Souleymane Coulibaly (Fußballspieler, 1994)
Souleymane Coulibaly (* 26. Dezember 1994) ist ein ivorischer Fußballspieler.

## Karriere
2009 zog Coulibaly aus der vom Bürgerkrieg zerrissenen Elfenbeinküste nach Italien und folgte seinem Vater, der dort eine Einheimische heiratete. Der damals 14-Jährige spielte wenig später bei einem regionalen Jugendturnier in Arezzo vor, wo er von den Scouts des AC Siena entdeckt wurde. Der Verein nahm ihn trotz Zweifeln Außenstehender sofort unter Vertrag – und darf sich mit der Entdeckung eines Juwels rühmen. Coulibaly gelangen in der Campionato Allievi Nazionali, der nationalen U-16-Meisterschaft, 13 Tore in 17 Spielen. Sein damaliger Trainer Colonello bezeichnete ihn als „einen der Besten Italiens“.
Im Juli 2011 wechselte Coulibaly für eine Summe von umgerechnet circa 1,75 Millionen Euro zum englischen Erstligisten Tottenham Hotspur. Die erste Jahreshälfte 2013 spielte er auf Leihbasis in der italienischen Serie B beim US Grosseto. Zur Saison 2013/14 kehrte Coulibaly nach Tottenham zurück, konnte sich aber bei den Profis nicht durchsetzen.
Zur Saison 2014/15 wechselte Coulibaly zum italienischen Zweitligisten FC Bari 1908. Wurde bald darauf allerdings zum Drittligaaufsteiger US Pistoiese ausgeliehen. Es folgten daraufhin Stationen in England, Schottland, Ägypten, Tunesien und Zypern.

## Nationalmannschaftskarriere
Bei der U-17-Fußball-Weltmeisterschaft 2011 in Mexiko erregte Coulibaly durch überragende Auftritte weltweit Aufmerksamkeit: Er traf neunmal in vier Partien. Insbesondere sein Hattrick gegen Brasilien ließ einige Topvereine auf den jungen Ivorer aufmerksam werden. Er wurde unter anderem mit Real Madrid und Manchester United in Verbindung gebracht.

## Trivia
Er wird oft mit seinem Landsmann Didier Drogba verglichen, viele Experten sehen ihn als seinen Nachfolger. Die beiden sind allerdings völlig verschiedene Spielertypen: Drogba lebt eher von seiner Physis und seinem Kopfballspiel, während der kleinere Coulibaly ein schneller Techniker ist. Daher bezeichnet Coulibaly nicht Drogba, sondern den ehemaligen Hannoveraner Didier Ya Konan als sein Vorbild.
Bei Pressekonferenzen nutzte er oft die Gelegenheit, um auf die Missstände in seiner Heimat aufmerksam zu machen und an die Verantwortlichen für eine friedliche Lösung zu appellieren.